# Каракудуцька сільська адміністрація
Каракуду́цька сільська адміністрація (каз. Қарақұдық ауылдық әкімдігі, рос. Каракудукская сельская администрация) — адміністративна одиниця у складі Бухар-Жирауського району Карагандинської області Казахстану. Адміністративний центр та єдиний населений пункт — село Каракудук.
Населення — 666 осіб (2021; 861 у 2009, 1080 у 1999, 1422 у 1989).
Станом на 1989 рік існувала Каракудуцька сільська рада (села Аккудук, Жалгизкудук, Каракудук, Кумискудук). 2007 року було ліквідовано села Аккудук, Жалгизкудук, Кумискудук. 2010 року Каракудуцький сільський округ перетворено в сільську адміністрацію.

## Склад
До складу адміністрації входять такі населені пункти:
| Населений пункт   | Населення, осіб (1989) | Населення, осіб (1999) | Населення, осіб (2009) | Населення, осіб (2021) |
| ----------------- | ---------------------- | ---------------------- | ---------------------- | ---------------------- |
| Аккудук, село     | 88                     | -                      | -                      | -                      |
| Жалгизкудук, село | 112                    | 76                     | -                      | -                      |
| Каракудук, село   | 1088                   | 969                    | 861                    | 666                    |
| Кумискудук, село  | 134                    | 35                     | -                      | -                      |